# کروناویروس سگسانان
کروناویروس سگسانان (نام علمی: Canine coronavirus) نام یک گونه ویروس از خانواده کروناویریده است. این ویروس از نوع آران‌ای ویروس تک رشته ای است و موجب عفونت های روده ای بسیار واگیردار در سگ سانان می شود.